# Boyé Lafayette De Mente
Boyé Lafayette De Mente, né le 12 novembre 1928 dans le comté de Reynolds et mort le 12 mai 2017 à Paradise Valley, est un auteur, journaliste et aventurier américain. Il écrit plus de 100 livres principalement liés à la culture du Japon et à la langue japonaise. Il écrit également beaucoup sur l'Asie de l'Est et le Mexique. En 1957, il accompagne l'aventurier australien Ben Carlin lors de l'étape Tokyo-Anchorage de son tour du monde, devenant avec lui le premier à traverser l'océan Pacifique à bord d'un véhicule amphibie.

## Jeunesse et éducation
Boyé Lafayette De Mente naît le 12 novembre 1928 dans le comté de Reynolds (Missouri). Il fréquente le lycée McKinley de Saint-Louis, dont il sort diplômé.

## Carrière
De 1946 à 1948, il sert dans la marine américaine en tant que cryptographe à Washington, D.C. Il rejoint rejoint l'United States Army Security Agency (1948-1952) et est envoyé en 1949 à Tokyo en tant que technicien de décodage. Pendant son séjour à l'agence, il fonde et édite The ASA Star, un journal de l'agence.
Dans les années 1950, il occupe divers postes éditoriaux dans des journaux basées à Tokyo, notamment le Preview Magazine, le Far East Traveler et The Japan Times. En 1987, il devient éditeur associé du Tokyo Journal, le plus ancien magazine japonais en langue anglaise vendu dans le monde entier.
De Mente est ensuite diplômé de l'université Sophia de Tokyo et de l'American Institute for Foreign Trade (aujourd'hui la American Institute for Foreign Trade (en)) de Glendale en 1953.
En 1957, il accompagne l'aventurier australien Ben Carlin lors de l'étape Tokyo-Anchorage de son tour du monde, devenant ainsi les premiers à traverser l'océan Pacifique à bord d'un véhicule amphibie,.

## Influence
Boyé Lafayette De Mente est l'un des premiers écrivains à introduire les termes japonais wa, nemawashi, kaizen, honne et tatemae, shibui et wabi-sabi dans le monde occidental.

## Mort
Boyé Lafayette De Mente meurt le 12 mai 2017 à Paradise Valley, en Arizona, à l'âge de 88 ans. Il est inhumé au cimetière national commémoratif de l'Arizona.

## Publications
Il écrit plus de 70 ouvragres couvrant un large éventail de la culture asiatique et Mexicaine. On lui doit des ouvrages sur l'apprentissage des langues jusqu'aux métiers de la nuit au Japon, en passant par le rôle des bars, des cabarets et des maisons de geisha dans les affaires.
- Boye De Mente, Arizona's Indian reservations, Phoenix Books, 1978 (ISBN 978-0-914778-14-1)
- Boye De Mente, Behind the Japanese bow: an in-depth guide to understanding and predicting Japanese behavior, Passport, 1995 (ISBN 978-0-8442-8491-0)
- Boye De Mente, Behind the Japanese bow: an in-depth guide to understanding and predicting Japanese behavior, Passport, 1995 (ISBN 978-0-8442-8491-0)
- Boye De Mente, Behind the Japanese bow: an in-depth guide to understanding and predicting Japanese behavior, Passport, 1995 (ISBN 978-0-8442-8491-0)
- Boye De Mente, The Japanese have a word for it: the complete guide to Japanese thought and culture, Passport Books, 1997 (ISBN 978-0-8442-8316-6)
- Boye De Mente, There's a word for it in Mexico: the complete guide to Mexican thought and culture, Passport, 1998 (ISBN 978-0-8442-7251-1)
- Boye De Mente, The Chinese have a word for it: the complete guide to Chinese thought and culture, Passport Books, 2000 (ISBN 978-0-658-01078-1)
- Boye De Mente, Japan's cultural code words: 233 key terms that explain attitudes and behaviour of the Japanese, Tuttle Publishing, 2004 (ISBN 978-0-8048-3574-9)
- Boye De Mente, Etiquette guide to Korea: know the rules that make the difference!, Tuttle Publ, 2008 (ISBN 978-0-8048-3948-8)

- Etiquette Guide to Japan: Know the Rules...that Make the Difference  (ISBN 0-8048-3417-2).
- Women of the Orient: Intimate Profiles of the World's Most Feminine Women (Rutland, Vermont and Tokyo: Charles E. Tuttle Co., 1992)
- Some Prefer Geisha: The Lively Art of Mistress-Keeping in Japan (Tokyo: The Wayward Press, 1966)
- Samurai Strategies: 42 Martial Secrets from Musashi's Book of Five Rings  2005 Tuttle Publishing  (ISBN 0804836833)
- The Japanese Samurai Code: Classic Strategies For Success 2005  Tuttle Publishing,  (ISBN 0-8048-3652-3)
- Japan Made Easy (New York: McGraw-Hill, 1996)  (ISBN 0-8442-8528-5)
- Kata: The Key To Understanding & Dealing with The Japanese! 2003 Tuttle Publishing  (ISBN 9780804833868)
- Instant Japanese: How To Express 1,000 Different Ideas With Just 100 Key Words and Phrases!  2003 Tuttle Publishing,  (ISBN 0804833664)
- Sex and the Japanese: The Sensual Side of Japan (Rutland, Vermont and Tokyo: Tuttle Publishing, 2006)  (ISBN 0-8048-3826-7)
- Eros' Revenge: The Brave New World of American Sex Phoenix Books 1979,  (ISBN 0-914778-21-8).
- SABURO: The Saga of a Teenage Samurai in 17th Century Japan 2008 Phoenix Books
- America's Famous Hopi Indians: Their Spiritual Way of Life & Incredible Prophecies, Phoenix Books, 2010,  (ISBN 1-4528-8629-6)
- ARIZONA'S LORDS OF THE LAND! – [The Culture, History & Wisdom of the Navajo Indians] Phoenix Books, 2010,  (ISBN 1-4528-8273-8)
- THE GRAND CANYON ANSWER BOOK! – Everything You Might Want to Know and Then Some!, Phoenix Books, 2009,  (ISBN 0-914778-09-9)
- Amazing Arizona!: Fascinating Facts, Legends & Tall Tales! (Phoenix, Arizona: Phoenix Books/Publishers, 2010)  (ISBN 0-914778-71-4)
- WHICH SIDE OF YOUR BRAIN AM I TALKING TO? – The Advantages of Using Both Sides of Your Brain, Phoenix Books, 2009,  (ISBN 0-914778-95-1)
- WHY THE JAPANESE ARE A SUPERIOR PEOPLE! Phoenix Books, 2009,  (ISBN 0-914778-55-2)
- Mistress-Keeping in Japan!: The Pitfalls & the Pleasures (Phoenix, Arizona: Phoenix Books/Publishers, 2009)  (ISBN 0-914778-72-2)
- Samurai Principles & Practices That Will Help Preteens & Teens in School, Sports, Social Activities & Choosing Careers, Phoenix Books, 2009,  (ISBN 0-914778-99-4)
- AMAZING JAPAN! – Why Japan is One of the World's Most Intriguing Countries! (Phoenix, Arizona: Phoenix Books, 2009)  (ISBN 0-914778-29-3)
- Exotic Japan!: The Sensual & Visual Pleasures (Phoenix, Arizona: Phoenix Books, 2009)  (ISBN 0-914778-83-8)
- THE ORIGINS OF HUMAN VIOLENCE! – Male Dominance, Ignorance, Religions & Willful Stupidity!, Phoenix Books, 2010,  (ISBN 1-4528-5846-2)
- Bridging Cultural Barriers in China, Japan, Korea and Mexico, Phoenix Books, 2009,  (ISBN 0-914778-02-1)
- The Bizarre & the Wondrous from the Land of the Rising Sun! Phoenix Books, 2010,  (ISBN 978-1-4564-2475-6)
- THE MEXICAN MIND! – Understanding & Appreciating Mexican Culture!, Phoenix Books, 2011,  (ISBN 978-1-4680-3329-8)
- Japan: Understanding & Dealing With the New Japanese Way of Doing Business!, Phoenix Books, 2012,  (ISBN 1-4699-8616-7)
- WHY IGNORANCE, STUPIDITY AND VIOLENCE PLAGUE MANKIND!, Phoenix Books, 2010,  (ISBN 0-914778-74-9)
- WHY ORIENTAL GIRLS ATTRACT WESTERN MEN! – The Erotic Side of the Orient!, Phoenix Books, 2009,  (ISBN 0-914778-85-4)
- ONCE A FOOL! – From Japan to Alaska by Amphibious Jeep!, Phoenix Books, 2009,  (ISBN 978-0-914778-04-2)
- China: Understanding & Dealing with the Chinese Way of Doing Business!, Phoenix Books, 2012,  (ISBN 978-1470125837)
- "HE INCREDIBLE POWER OF SERENDIPITY – Highlights of an Uncommon Life! A Very Personal Memoir, Phoenix Books, 2012,  (ISBN 978-1477468357)
- JAPAN A New Way of Getting the Most Out of a Japan Experience!, Phoenix Books, 2012,  (ISBN 978-1480266667)